# لولیانگ
لولیانگ (به لاتین: Lüliang) یک شهر مرکزی در جمهوری خلق چین است که در شانشی واقع شده‌است.

## خصوصیات
لولیانگ ۲۱٬۱۴۳ کیلومترمربع مساحت و ۳٬۷۲۷٬۰۵۷ نفر جمعیت دارد و ۹۵۲ متر بالاتر از سطح دریا واقع شده‌است.